# Davide Perillo

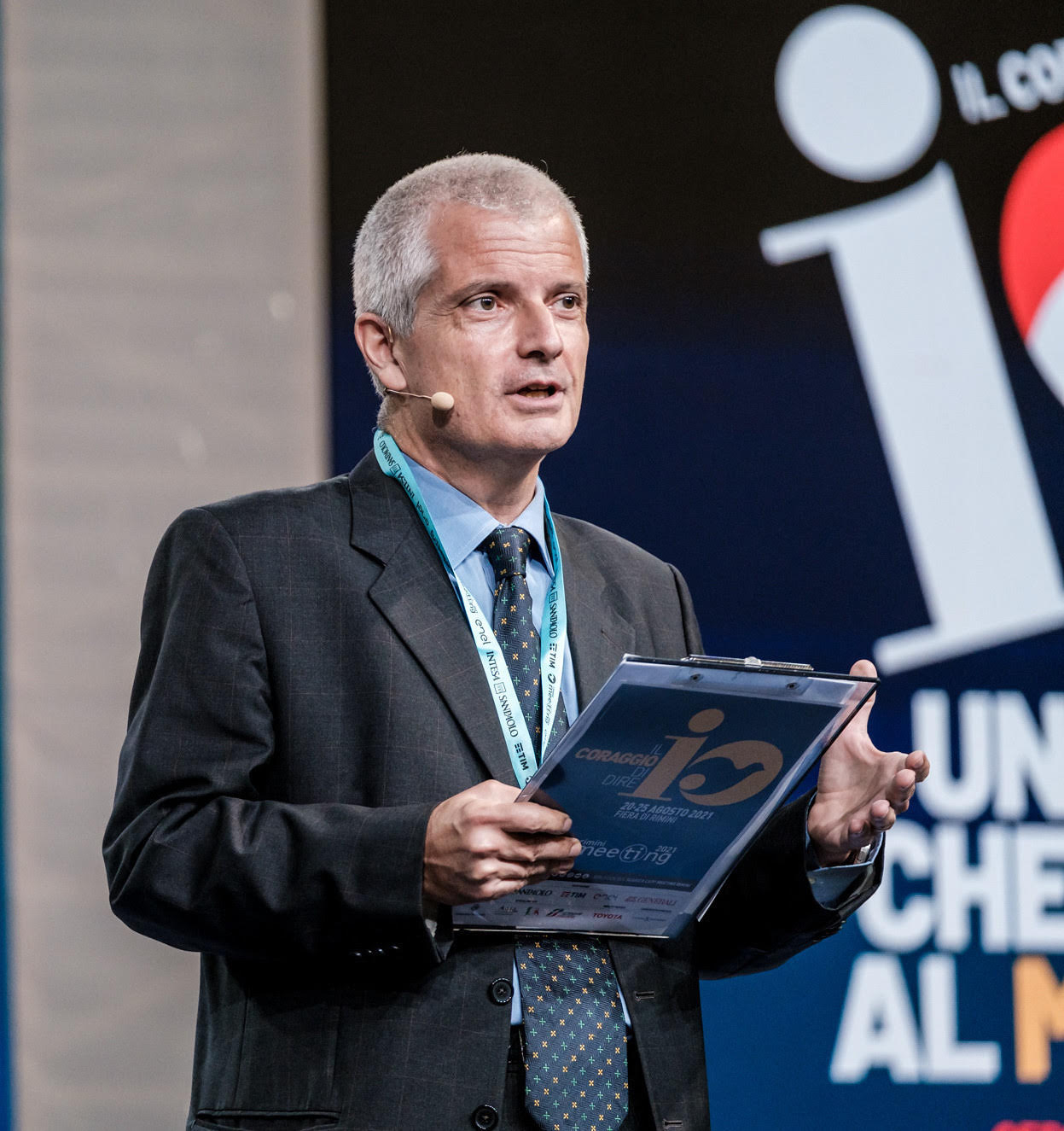
Davide Perillo

Davide Perillo (Roma, 20 ottobre 1966) è un giornalista e scrittore italiano.

## Biografia
Dopo la laurea in filosofia alla Cattolica di Milano e un master alla scuola di giornalismo "Gino Palumbo" di RCS MediaGroup, inizia a lavorare alla Gazzetta dello Sport e poi a L'Europeo.
Nel 1995 passa a Sette, il settimanale del Corriere della Sera, dove più tardi diventa vice-caporedattore, occupandosi di politica, economia ed attualità. Tra le altre cose, è autore dell’intervista in cui Pietro Maso, a cinque anni dal delitto, si dichiara per la prima volta pentito; realizza reportage dalle carceri; intervista personalità istituzionali, dell’economia, dello sport.
Negli stessi anni collabora con altre testate del gruppo RCS (Capital, Il Mondo, Anna) e con Focus.
Nel 2007 pubblica La fede spiegata a mio figlio, un libro che Vittorio Messori, tra i più autorevoli autori cattolici italiani, giudica «sorprendente per la conoscenza dei temi e per la capacità di presentarli in modo semplice e ragionevole».
Nel giugno 2007 è nominato condirettore di Tracce, mensile internazionale di Comunione e Liberazione, del quale è stato poi direttore dal giugno 2008 al dicembre 2020. Tra i suoi articoli di questo periodo, una delle ultimissime interviste al sociologo Zygmunt Bauman.
A partire dal 2007 ha condotto e moderato diversi incontri, in particolare al Meeting per l'amicizia fra i popoli, su temi che spaziano dall’intelligenza artificiale all’era digitale, dalle istituzioni alla Chiesa, dallo sport al mondo del volontariato.
Nel 2021 è stato tra i curatori della mostra "Una domanda che brucia. Incontri e scoperte nel mondo delle Serie TV", presentata al Meeting di Rimini.
All'attività giornalistica affianca quella formativa: è stato docente di scrittura professionale per il Web all'Eni Corporate University. Si occupa inoltre di storytelling e comunicazione per il Terzo settore.

## Opere
- Con AA.VV, Scritture. Letteratura italiana: gli autori, le opere, i generi, i temi, Bruno Mondadori, 1998, ISBN 88-424-5421-4
- Caro don Giussani, Piemme, 2006, ISBN 978-88-384-1064-2
- La fede spiegata a mio figlio, Piemme, 2007, ISBN 978-88-384-8822-1
- Io non ho paura, San Paolo, 2013, ISBN 978-88-215-7952-3
- Fuochi accesi. I ragazzi di Portofranco, un'esperienza di educazione e integrazione, San Paolo, 2022, ISBN 8892227599
- I vostri nomi sono scritti nei cieli. Nel mondo di Rose Busingye, Rizzoli, 2022, ISBN 978-8817163835